# Omeisaurus luoquanensis
Omeisaurus luoquanensis es una especie dudosa del género extinto Omeisaurus ("lagarto de Omei") de dinosaurio saurópodo eusaurópodo que vivió a finales del período Jurásico, hace aproximadamente entre 163 millones de años, en el Oxfordiense, en lo que es hoy Asia. Su espécimen tipo es IVPP V.21501, un esqueleto parcial. Fue encontrado en el pueblo de Luoquan, que se encuentra en un horizonte terrestre de la formación Shaximiao de China.